# Calamus praetermissus
Calamus praetermissus är en enhjärtbladig växtart som beskrevs av John Dransfield. Calamus praetermissus ingår i släktet Calamus och familjen Arecaceae. Inga underarter finns listade i Catalogue of Life.